# Vito Cascio Ferro
Pour les articles homonymes, voir Cascio.
Vito Cascio Ferro dit « Don Vito » (né à Palerme le 22 janvier 1862 - mort en prison en 1943, ou en 1942, selon les sources), est l'un des plus puissants parrains de la mafia sicilienne, la Cosa nostra, actif à la fin du XIXe siècle et au début du XXe siècle.

## Origines et jeunesse
Bien que plusieurs sources aient indiqué que Cascio Ferro serait né dans la petite ville rurale de Bisacquino, il est en fait né à Palerme, le 22 janvier 1862. Ses parents Accursio Cascio Ferro et Santa Ippolito étaient pauvres et illettrés. La famille de Cascio Ferro a déménagé à Bisacquino, quand son père est devenu un campiere (garde armé) d'un propriétaire terrien local, le baron Antonino Inglese, réputé pour s'être approprié illégalement des terres appartenant à l'État. La position de campiere était souvent occupée par des mafiosi. Selon d'autres sources, la famille, lorsque Vito était très jeune, a déménagé à Sambuca di Sicilia, où il a vécu 24 ans avant de se réinstaller à Bisacquino, l'endroit où plongent les racines de son pouvoir dans la Mafia. Cascio Ferro n'est jamais allé dans aucune école. Il s'est marié assez jeune avec une institutrice de Bisacquino, Brigida Giaccone, qui lui a appris à lire et à écrire. Il a été initié dans la Mafia dans les années 1880. Il est alors devenu un gabellotto (collecteur de revenus), pour le baron Inglese. Son premier acte criminel connu des autorités policières est une agression en 1884. Puis il a développé son casier judiciaire avec des extorsions, incendies, menaces, et l'enlèvement de la baronne Clorinda Peritelli di Valpetrosa, âgée de 19 ans, en juin 1898, qui lui a valu une peine de prison de trois ans.

## Un mafioso révolutionnaire
Alors qu'il est incarcéré pour une tentative d'extorsion, Cascio Ferro est recruté par les Fasci siciliani (Ligue des travailleurs), un mouvement populaire d'inspiration démocratique et socialiste, par Bernardino Verro, le président de la ligue de Corleone. La Ligue avait besoin de gros bras pour leurs luttes sociales en 1893-1894. Cascio Ferro est devenu le président de la Ligue à Bisacquino. En janvier 1894, la Ligue est mise hors-la-loi et brutalement réprimée sur ordre du président du Conseil Francesco Crispi. Nombre de ses dirigeants sont jetés en prison. Cascio Ferro s'enfuit à Tunis pour un an. Après avoir purgé une peine pour avoir participé à semer l'agitation parmi les paysans, Cascio Ferro s'arrange pour retrouver une position sociale importante, et fait pression sur les autorités de Palerme pour que lui soit confié la distribution des permis d'émigration pour le district de Corleone.

## Le séjour aux États-Unis
Condamné pour l'enlèvement de la baronne de Valpetrosa en 1898, Cascio Ferro est relâché en 1900. Pour échapper à la surveillance de la police en Sicile, il embarque pour les États-Unis et arrive à New York fin septembre 1901. Il y habite pendant environ deux ans et demi, exerçant officiellement une activité d'importateur de fruits et d'aliments. Il habite également durant six mois à La Nouvelle-Orléans. Le 21 mai 1902, Cascio Ferro est arrêté à cause d'une affaire de faux-monnayage organisée depuis le New Jersey. L'arrestation a lieu chez le barbier Giuseppe Romano, sur la Première Avenue, où la fausse monnaie était écoulée. Cascio Ferro parvient à éviter une condamnation, grâce à un alibi selon lequel il travaillait dans une papeterie, tandis que les autres membres du gang sont jugés et condamnés.
À New York, il s'associe au gang Morello à Harlem, dirigé par Giuseppe Morello et Ignazio Lupo. En septembre 1904, il retourne en Sicile, peu après que le sergent Joseph Petrosino, du New York City Police Department, a ordonné son arrestation pour son implication dans une affaire de « meurtre au tonneau » (barrel murder). Placer le cadavre d'une victime dans un tonneau était une méthode couramment utilisée lors des assassinats par la mafia aux États-Unis à cette époque. Les découvertes macabres de tels tonneaux ont inquiété l'opinion américaine dans les années 1900 à propos de l'existence de la mafia. En fuyant ainsi, Cascio Ferro ne peut plus acquérir la nationalité américaine qu'il avait cherché à obtenir. Petrosino l'a poursuivi jusqu'à La Nouvelle-Orléans, où Cascio Ferro s'était réfugié pour échapper à l'arrestation. La ville comptait alors 12 000 Siciliens et la Mafia y était déjà fortement implantée.
Certaines sources considèrent Cascio Ferro comme l'un de ceux qui ont exporté la pratique d'extorsion en échange d'une protection (le pizzo) de la Sicile vers les États-Unis.

## De retour en Sicile
De retour en Sicile, Cascio Ferro s'élève à la position d'un notable local. Il devient le capo elettore (chef électeur, c'est-à-dire homme de main d'un chef politique local) de Domenico De Michele Ferrantelli, maire de Burgio et député de la circonscription de Bivona, et continue à rester en de bons termes avec le baron Inglese. Il exerce son influence sur plusieurs cosche (clans) de la mafia, dans les villes de Bisacquino, Burgio, Campofiorito, Chiusa Sclafani, Contessa Entellina, Corleone et Villafrance Sicula, ainsi que dans certains districts de la ville de Palerme. Une flottille de bateaux capables de transporter du bétail lui permet de faire fortune dans la contrebande. 
Les rapports de police de l'époque décrivent Cascio Ferro comme notoirement associé avec la haute société mafieuse, menant une vie de luxe, allant au théâtre, aux cafés, s'adonnant aux jeux d'argent avec des sommes importantes au Circolo dei Civili, un club pour les hommes du monde, réservé aux personnes éduquées et ayant la prétention de faire partie de l'élite.

## L'assassinat de Joseph Petrosino
Cascio Ferro est considéré comme le cerveau derrière le meurtre de Joseph Petrosino, officier de la police de New York, et chef de l'équipe chargée de lutter contre le crime organisé d'origine italienne. Petrosino est abattu de trois balles le 12 mars 1909, Piazza Marina. Deux hommes sont aperçus s'enfuyant de la scène du crime. Petrosino était venu en Sicile pour recueillir des informations auprès de la police locale, afin de faciliter l'expulsion du territoire américain de gangsters de New York en tant qu'immigrants illégaux, un type d'action couronnée de succès qui lui avait valu de monter en grade. Seulement, il avait sur son pays d'origine des préjugés paternalistes, avait gravement sous-estimé le pouvoir et la brutalité de la mafia sicilienne, et avait commis l'imprudence d'annoncer son arrivée par voie de presse tout en refusant une escorte armée. Les deux hommes étaient très conscients du danger qu'ils représentaient l'un pour l'autre : Petrosino avait sur lui une note décrivant Cascio Ferro comme un « effroyable criminel », tandis que Cascio Ferro avait une photographie du policier américain pour mieux le reconnaître.
Plusieurs récits prétendent que Cascio Ferro a lui-même tué Petrosino. Selon une légende, Cascio Ferro s'est excusé au cours d'un dîner mondain dans la maison de son patron politique, De Michele Ferrantelli, puis a pris un fiacre prêté par son hôte et s'est dirigé vers la Piazza Marina dans le centre-ville de Palerme. Il aurait engagé une brève conversation avec Petrosino, puis Cascio Ferro l'aurait tué et serait retourné au dîner. Les reconstitutions historiques ont rejeté cette version et il n'est pas possible d'attester la présence de Cascio Ferro sur la scène du crime. 
La nouvelle du meurtre s'est répandue rapidement dans les journaux américains, et une vague de sentiment anti-italien a traversé New York. Cascio Ferro a plaidé son innocence et fourni un alibi, indiquant être resté au moment du meurtre dans la maison du député De Michele Ferrantelli à Burgio. Toutefois, cet alibi est considéré comme suspect, étant donné la proximité entre les deux hommes. De plus, bien plus tard, après sa condamnation à perpétuité pour d'autres motifs sous le régime fasciste en 1930, Cascio Ferro a apparemment revendiqué avoir assassiné Petrosino. Dans une interview donnée en prison, Cascio Ferro a déclaré : « De toute ma vie, je n'ai tué qu'une seule personne, et je l'ai fait de manière désintéressée... Petrosino était un adversaire courageux, et méritait mieux qu'une mort honteuse des mains de quelques petits assassins ». Cette phrase sibylline a été interprétée comme une reconnaissance de responsabilité dans le meurtre de son plus farouche adversaire. Cascio Ferro aurait fait exécuter Petrosino pour rendre service à ses amis des États-Unis. Il est également possible qu'il ait cherché à profiter du prestige d'une action aussi retentissante, qui aurait pu être commise par un autre mafieux. 
Un rapport de Baldassare Ceola, le commissaire de police de Palerme, conclut que le crime a probablement été commis par les mafiosi Carlo Costantino et Antonino Passananti sous les ordres de Cascio Ferro. Les preuves étaient toutefois minces, et l'affaire est classée en juillet 1911, lorsque la Cour d'appel de Palerme acquitte Cascio Ferro, ainsi que Costantino et Passananti, à cause du manque de preuves qui permettraient de les envoyer devant le tribunal. En laissant entendre ou dire qu'il en était l'auteur, Cascio Ferro a acquis un formidable prestige, qui lui a permis de renforcer son pouvoir, et de dominer la mafia de la ville de Palerme.
Le nom de l'assassin n'a été connu qu'en 2014, à la suite de la mise sur écoute d'un des descendants du tueur, qui se vantait de l'exploit de son ancêtre, son grand-oncle.

## Un chef de la mafia puissant et novateur
Vito Cascio Ferro était l'un des chefs les plus puissants de la mafia sicilienne. La rumeur, relayée encore bien après sa mort, affirmait qu'il était le parrain de la mafia de la province de Palerme, à la ville comme à la campagne. Cascio Ferro a modernisé les pratiques de la mafia en instaurant une nouvelle manière de racketter les commerçants, les entreprises et propriétaires terriens en échange de sa protection. Au lieu de leur extorquer une grosse somme et de mettre en faillite leurs activités économiques, il prenait de petites sommes de manière régulière, afin de créer une rente pour la mafia. Cette pratique s'appelle le pizzo (littéralement « le bec », en référence à un petit oiseau qui « picore » de l'eau pour boire). En contrepartie, la Mafia assure sa protection aux commerçants qui payent un monopole. Le concept de Cascio Ferro était le suivant : « Ne ruinez pas les gens avec des demandes d'argent absurdes. Offrez votre protection plutôt. Aidez-les à faire prospérer leur affaire, et non seulement ils seront heureux de payer le pizzo, mais en plus ils vous baiseront la main de gratitude ». Ce système lui permet d'accumuler des richesses, avec lesquelles il corrompt les juges de Sicile.
Un portrait approximatif et romantique écrit par le journaliste Luigi Barzini a contribué à entretenir une légende autour de Don Vito : « Don Vito amena l'organisation jusqu'à sa plus haute perfection, sans recours injustifié à la violence. Le chef de la Mafia qui sème des cadavres dans toute l'île pour atteindre son but est considéré comme aussi inepte que l'homme d'État qui prépare des guerres d'agression. Don Vito régnait et inspirait la peur essentiellement par l'usage de ses grandes qualités et de son ascendant naturel. Son apparence impressionnante l'y a aidé... Ses manières étaient princières, son attitude humble mais majestueuse. Il était aimé de tous. Très généreux de nature, il n'a jamais refusé une demande d'aide et a distribué des millions en prêts, cadeaux et divers actes de philanthropie. Il pouvait en personne faire un détour pour redresser un tort. Quand il accomplissait un voyage, chaque maire, habillé dans ses plus beaux habits, l'attendait à l'entrée du village, embrassait sa main et lui rendait hommage, comme s'il était un roi. Et il était en quelque sorte un roi : sous son règne, la paix et l'ordre étaient observés, la paix de la Mafia, bien sûr, qui n'était pas celle que la loi du royaume d'Italie aurait imposé, mais les gens ne s'embarrassaient pas de considérations aussi subtiles. ».

## La chute
En 1923, le sous-préfet de Corleone avertit le ministre de l'Intérieur que Cascio Ferro est « l'un des pires malfaiteurs, capable de commettre n'importe quel crime ». En mai 1925, il est arrêté comme instigateur d'un meurtre. Comme d'habitude, il est relâché sous caution. Cependant, l'accession au pouvoir du fascisme compromet sa réputation et son impunité. En mai 1926, le préfet Cesare Mori, suivant l'ordre qui lui a été donné par Benito Mussolini de détruire la Mafia, fait arrêter Cascio Ferro au cours d'une grande rafle dans une zone incluant Corleone et Bisacquino. Plus de 150 personnes sont capturées. Le filleul de Cascio Ferro demande au grand propriétaire terrien local d'intercéder en faveur de son parrain, mais le notable refuse : « Les temps ont changé », répond ce dernier. 
Cascio Ferro est inculpé pour la participation à 20 meurtres, 8 tentatives de meurtre, 5 vols avec violence, 37 actes d'extorsion, et 53 autres délits, dont des violences physiques et des menaces. Il avait auparavant été arrêté à 69 reprises, et à chaque fois acquitté, mais cette fois-ci, la situation est différente. Durant son procès, il reste silencieux et adopte un profil bas. Son avocat évoque régulièrement le comportement honorable de son client, affirmant : « Nous devons conclure que soit Vito Cascio Ferro n'est pas un mafioso, soit la Mafia, comme l'ont souvent souligné les savants, est une attitude individualiste ostentatoire, une forme de méfiance qui n'a rien de malfaisant, de vil, ni de criminel ». Le 27 juin 1930, Cascio Ferro est condamné à une peine de prison à perpétuité pour une vieille affaire de meurtre. Après lecture de la sentence, le président du tribunal demande à Cascio Ferro s'il a quelque chose à dire pour sa défense. Don Vito se lève et déclare : « Messieurs, comme vous avez été incapables d'obtenir la preuve d'aucun des nombreux crimes que j'ai commis, vous en avez été réduits à me condamner pour le seul que je n'ai jamais commis. » Cesare Mori, le « préfet de fer » souhaite tirer un maximum de publicité de ce procès devant symboliser la réussite de son action. De nombreuses affiches avec l'image de Cascio Ferro et le texte de la sentence sont imprimées.

## La mort
Les récits sur la mort de Cascio Ferro divergent. La Stampa indique en 1973 qu'il est mort à la prison de Procida le 30 septembre 1943. Selon l'historien italien Arrigo Petacco, il serait mort de déshydratation dans la prison d'Ucciardone, à Palerme, où il purgeait sa peine, durant l'été 1943. Cascio Ferro aurait été abandonné dans sa cellule par les gardiens qui avaient évacué les autres détenus, à l'approche des troupes américaines. Selon l'historien Giuseppe Carlo Marino, Cascio Ferro aurait été transféré dans une autre prison à Pouzzoles en 1940, et le mafiosi octogénaire serait décédé d'une crise cardiaque pendant le bombardement de la prison par les alliés en 1943 (ou 1942 selon d'autres sources).
Pendant des années, une phrase censée avoir été gravée par Cascio Ferro pouvait être lue sur le mur d'une cellule de la prison d'Ucciardone : « La prison, la maladie et la nécessité révèlent le vrai cœur d'un homme. » Les détenus ont longtemps considéré qu'occuper cette cellule était un grand honneur. Les historiens considèrent toutefois qu'il s'agit davantage d'une légende que d'une réalité.